# Raimundos
Raimundos ist eine brasilianische Hardcore-Punkband. Der Name entstand in Anlehnung an die Ramones, die zu ihren größten Einflüssen zählen. In den 1990er Jahren zählten sie zu den erfolgreichsten Rockbands Brasiliens. Ihr vielseitiger Musikstil erschloss ihnen die Begeisterung sowohl des Mainstreams (mit Hits wie „Mulher de fases“ und „Pequena Raimunda“) wie auch der Rock-Riege (mit „Esporrei na Manivela“ und „Puteiro em Joao Pessoa“). Als Erste kombinierten sie den traditionellen nordöstlichen Forró mit Hardcore („Marujo“, „Rio das pedras“) und schufen damit den Forrócore.

## Bandgeschichte
Die Band wurde 1987 vom ersten Sänger der Band, Rodolfo Abrantes, zusammen mit dem damaligen Schlagzeuger Digão in ihrer Heimatstadt Brasília gegründet. Die beiden Gründungsmitglieder waren Nachbarn und beide Fans der Ramones, nach denen sie auch ihre Band tauften und zuerst eine reine Ramones-Coverband waren. Später wurden auch Musikstücke aus dem Nordosten Brasiliens gecovert, speziell auch jene des Akkordeonisten Zenilton.
Als Canisso das Trio komplettierte, tauchten auch erste Eigenkompositionen auf und am Neujahrsabend 1988 spielten sie im Haus eines Freundes ihr erstes Konzert. 1990 wurde die Band jedoch ein erstes Mal aufgelöst, da Rodolfo heiratete und nach Rio de Janeiro zog. Als sie wenige Jahre später eine Einladung erhielten, belebten sie die Band wieder, nun mit Digão an der Gitarre und einem Fan der Band, Fred, als viertem Mitglied am Schlagzeug. In dieser Formation veröffentlichte das Quartett 1993 ein erstes Demo-Tape und wurde mit seinem Auftritt am 2. Brasilia Rockfest vor 20'000 Besuchern einer breiten Öffentlichkeit bekannt.
Ihren Erfolg konnten sie mit ihrem 1994 im Eigenvertrieb veröffentlichten Debütalbum Raimundos fortführen, von dem sie mehr als 200'000 Platten verkaufen konnten und sie kamen sogar zu einem gemeinsamen Auftritt mit den Ramones. Es folgten bis 2000 fünf weitere Alben, von denen zusammen bis 2001 nahezu 2 Millionen Kopien verkauft wurden. 2001 verlässt der inzwischen zum Christentum konvertierte Rodolfo die Band erneut, er hat sich inzwischen von den Drogen losgesagt und sah für sich keinen Platz mehr in der Band. Er startete stattdessen eine Solokarriere in der Gospelmusik.
Die Raimundos wurden nach dem Abgang Rodolfos ein zweites Mal aufgelöst, um wenige Monate später wiedergegründet zu werden, nun mit Digão in der Rolle des Sängers und Marquim als neuem Gitarristen. Noch 2001 veröffentlichten sie das Album Érasmos 4, dass Konzertaufnahmen mit dem ehemaligen Ramones-Schlagzeuger Marky Ramone enthielt. 2002 veröffentlichte die Band mit dem Album Kavookala das einzige selbst produzierte Album in dieser Zusammensetzung. Kurz nach der Veröffentlichung des Albums verließ der ehemalige Bassist Canisso die Band und wurde durch Alf ersetzt. 2005 folgte das als Gratisdownload auf der MTV-Webseite veröffentlichte EP .Qq cOisAh. Zwei Jahre später kommt es zu erneuten Wechseln in der Besetzung: Der zurückgekehrte Canisso ersetzt Alf wieder am Bass, Fred verlässt die Gruppe und wird durch Caio ersetzt, der zuvor in den Bands Bicolores Sapatos und Dr. Madeira gespielt hat.
In dieser Formation veröffentlicht die Band 2011 die DVD Roda Viva und 2012 kam ein Album zusammen mit Ultraje a rigor, in denen sich die Bands jeweils gegenseitig coverten. Das erste Studioalbum seit Kavookala im Jahr 2002 wurde 2013 durch Crowdfunding finanziert. Das neue Album Cantigas de Roda erschien 2014 und wurde von Biohazard-Leader Billy Graziadei produziert. Auf dem Album ist unter anderem der Song Politics enthalten, mit dem sie sich gegen die im Land vorherrschende Korruption richten. 2017 erschien mit Raimundos Acústico ein weiteres Live-Album der Band.

## Diskografie

### Studioalben
- 1994: Raimundos (BR: Gold)
- 1995: Lavô Tá Novo (BR: Platin)
- 1996: Cesta Básica (BR: Gold)
- 1997: Lapadas do Povo (BR: Gold)
- 1999: Só no Forévis
- 2001: Éramos 4
- 2002: Kavookavala
- 2014: Cantigas de Roda

### Livealben
- 2000: MTV ao Vivo (BR: ×2Doppelplatin )
- 2011: Roda Viva
- 2014: Cantigas de Garagem
- 2017: Raimundos Acústico

### Kompilationen
- 2001: Warner 25 Anos
- 2005: Mais MTV Raimundos
- 2006: Warner 30 Anos
- 2007: Nova Série

### EPs
- 1993: Raimundos (Demo-Tape)
- 2005: Pt qQ cOizAh

### Split-Alben
- 2012: O Embate do Século: Ultraje a Rigor vs. Raimundos (zusammen mit Ultraje a Rigor)

### Singles
- 1994: Selim (Raimundos)
- 1994: Nega Jurema (Raimundos)
- 1994: Puteiro em João Pessoa (Raimundos)
- 1994: Bê a Bá (Raimundos)
- 1995: Palhas do Coqueiro (Raimundos)
- 1995: Rapante (Raimundos)
- 1995: Eu Quero Ver o Oco (Lavô Ta Novo)
- 1996: Esporrei Na Manivela (Lavô Ta Novo)
- 1996: I Saw You Saying (That You Say That You Saw) (Lavô Ta Novo)
- 1996: O Pão da Minha Prima (Lavô Ta Novo)
- 1997: Andar na Pedra (Lapadas do Povo)
- 1998: Pequena Raimunda (Ramona) (Lapadas do Povo)
- 1998: Nariz de Doze (Lapadas do Povo)
- 1998: Nana Neném/Reggae do Manero
- 1999: Mulher de Fases
- 1999: A Mais Pedida
- 1999: Me Lambe
- 2000: Aquela
- 2000: 20 e Poucos Anos
- 2000: Pompem (Só no Forévis)
- 2000: Deixa Eu Falar (MTV Ao Vivo)
- 2001: Reggae do Manero
- 2001: Sanidade
- 2002: Fique! Fique! (Kavookavala)
- 2002: Mas Vó
- 2003: Joey (Kavookavala)
- 2005: Sol e Lua (Pt Qq cOizAh)
- 2010: JAWS (Roda Viva)
- 2013: Politics (Cantigas de Roda)
- 2014: Gordelícia (Cantigas de Roda)
- 2014: Baculejo
- 2015: Dubmundos (Cantigas de Roda)
- 2015: Vida Inteira (Meu Lugar)
- 2017: Bonita (Raimundos Acústico)
- 2017: A Mais Pedida (Raimundos Acústico)

### Videoalben
- 2000: MTV ao Vivo (BR: Gold)

## Varia
- Die Band besitzt mit Raimundos Helles ein eigenes Bier.[6]